# Tennislife Cup 2009
Il Tennislife Cup 2009 è stato un torneo professionistico di tennis maschile giocato sulla terra rossa, che facevano parte dell'ATP Challenger Tour 2009. Si è giocato a Napoli in Italia dal 28 settembre al 4 ottobre 2009.

## Partecipanti

### Teste di serie
| Nazionalità | Giocatore          | Ranking* | Testa di serie |
| ----------- | ------------------ | -------- | -------------- |
| Australia   | Peter Luczak       | 70       | 1              |
| Spagna      | Óscar Hernández    | 76       | 2              |
| Spagna      | Marcel Granollers  | 79       | 3              |
| Russia      | Tejmuraz Gabašvili | 80       | 4              |
| Italia      | Potito Starace     | 91       | 5              |
| Portogallo  | Frederico Gil      | 102      | 6              |
| Algeria     | Lamine Ouahab      | 114      | 7              |
| Brasile     | Thiago Alves       | 116      | 8              |

- Ranking al 21 settembre 2009.

### Altri partecipanti
Giocatori che hanno ricevuto una wild card:
- Enrico Fioravante
- Giancarlo Petrazzuolo
- Adrian Ungur
- Filippo Volandri
- Miguel Ángel López Jaén
- Albert Ramos Viñolas

Giocatori passati dalle qualificazioni:
- Alberto Brizzi
- Reda El Amrani
- Sergio Gutiérrez-Ferrol
- Matwé Middelkoop
- Benjamin Balleret (lucky loser)
- Marco Crugnola (lucky loser)

## Campioni

### Singolare
Frederico Gil ha battuto in finale  Potito Starace con il punteggio di 2–6, 6–1, 6–4

### Doppio
Frederico Gil /  Ivan Dodig hanno battuto in finale  Thiago Alves /  Lukáš Rosol con il punteggio di 6–1, 6–3